# Hermann Wilker
Hermann Wilker (Frankenthal, Renània-Palatinat, 24 de juliol de 1874 – Mundenheim, 28 de desembre de 1941) va ser un remer alemany que va competir cavall del segle xix i el segle xx.
El 1900 va prendre part en els Jocs Olímpics de París, on guanyà una medalla de bronze en la prova de quatre amb timoner com a membre de l'equip Ludwigshafener Ruderverein. Dotze anys més tard, als Jocs d'Estocolm guanyà la medalla d'or en aquesta mateixa prova, formant equip amb Albert Arnheiter, Rudolf Fickeisen, Otto Fickeisen i Karl Leister.